# Eriphus smaragdinus
Eriphus smaragdinus is een keversoort uit de familie van de boktorren (Cerambycidae). De wetenschappelijke naam van de soort werd voor het eerst geldig gepubliceerd in 1996 door Monné & Fragoso.